# Selma GR
| GR ist das Kürzel für den Kanton Graubünden in der Schweiz. Es wird verwendet, um Verwechslungen mit anderen Einträgen des Namens Selma zu vermeiden. |

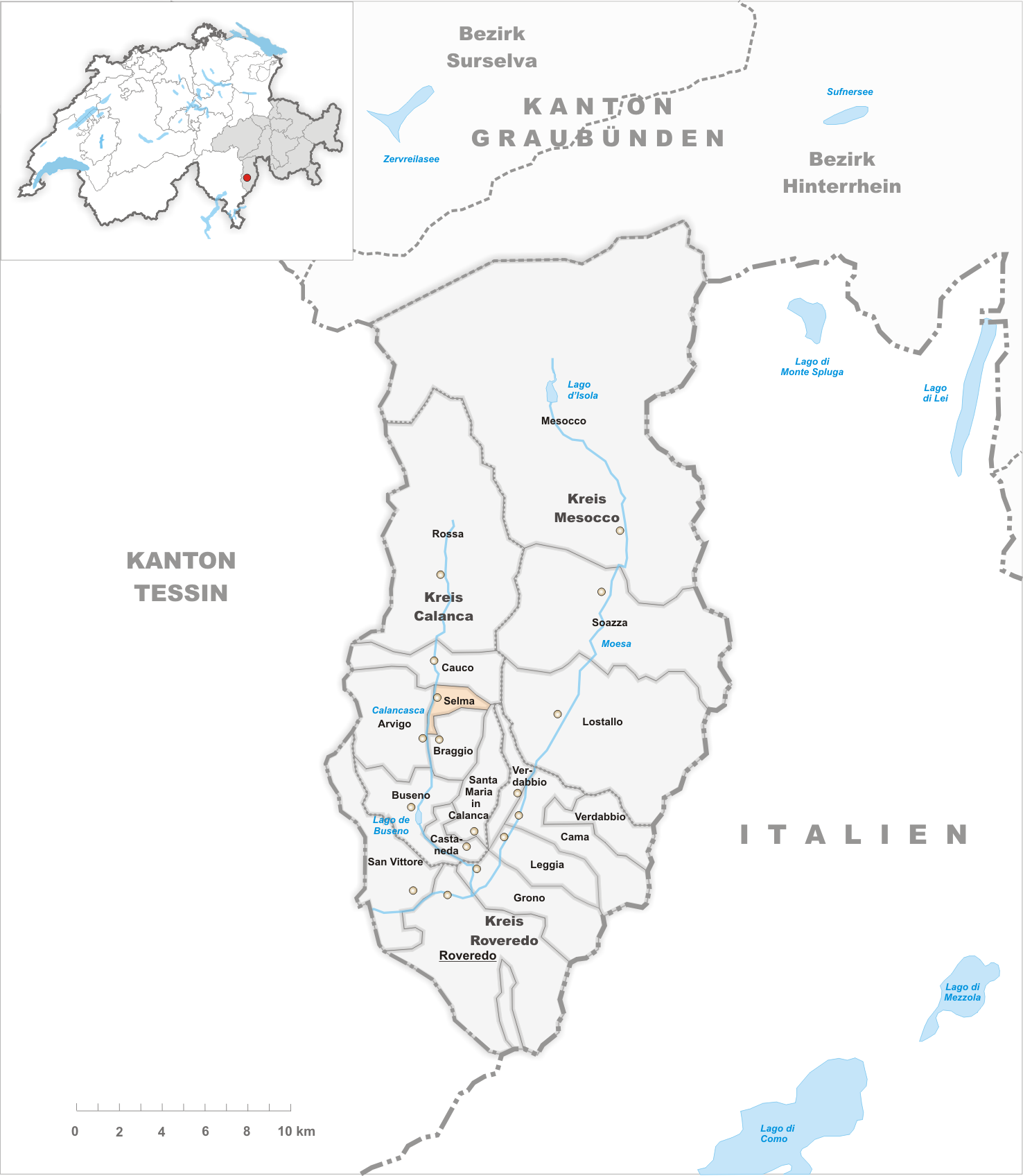
Gemeindestand vor der Fusion am 1. Januar 2015

Selma ist ein Dorf in der Gemeinde Calanca im Schweizer Kanton Graubünden. Bis zum 31. Dezember 2014 bildete Selma eine eigenständige Gemeinde.

## Geographie
Das Dorf liegt im Calancatal, einem Seitental des Misox, auf einer Höhe von 977 m ü. M. am linken Ufer der Calancasca und am Westfuss des Piz de Groven (2694 m ü. M.).

## Geschichte
Eine erste Erwähnung findet das Dorf im Jahre 1582 unter dem damaligen Namen Selma. 1656 kaufte Selma einen Teil der Alp Trescolmen (Trescolmine) für 3000 Lire.
Bis zum 31. Dezember 2014 bildete Selma eine eigene politische Gemeinde. Am 1. Januar 2015 fusionierte sie mit den Gemeinden Arvigo, Braggio und Cauco zur neuen Gemeinde Calanca.

## Wappen
In Grün ein heraldisch schräglinks gestellter, goldener Schlüssel mit nach links gewendetem Schlüsselbart, beseitet von zwei goldenen Muscheln. Die Motive des in den Farben der Trivulzio gehaltenen Wappens stehen für das Doppelpatrozinium der Pfarrkirche. Der Schlüssel steht für den Heiligen Petrus, während die Muscheln den Heiligen Jakobus den Älteren symbolisieren.

## Bevölkerung
| Jahr      | 1683 | 1733 | 1830 | 1850 | 1900 | 1950 | 1970 | 1990 | 2000 | 2014 |
| Einwohner | 300  | 200  | 93   | 73   | 71   | 60   | 34   | 31   | 44   | 29   |

## Sehenswürdigkeiten
- Katholische Pfarrkirche Santi Giacomo e Pietro (neuerbaut 1662–1667 von Giovanni Maria Regesono im Barockstil), Restauriert 1965, aussen 1985–1987.[2][3][4]
- Oratorium San Rocco al Ponte (16. Jahrhundert)[2]

## Wirtschaft

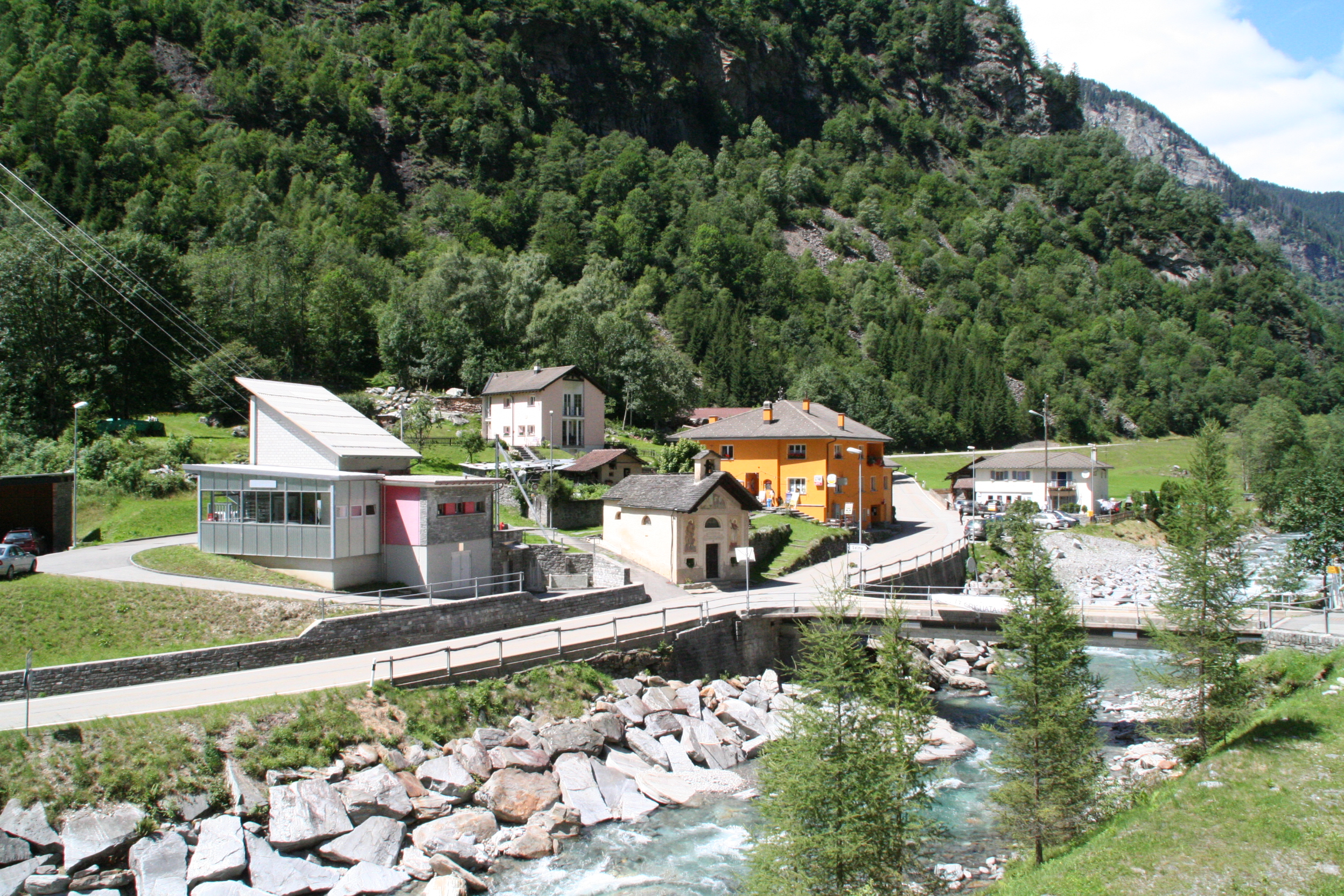
Seilbahnstation und Restaurant in Selma

In Selma gibt es einen Dorfladen namens A fa la spesa dalvecc, eine Herberge für Ferienlager und ein Restaurant. Eine Seilbahn fährt im automatischen 24-Stunden-Betrieb nach Landarenca, das zu Fuss auf einem Saumpfad in 40 Minuten erreichbar ist.